# Owen Wister
Owen Wister (Filadelfia, 14 de julio de 1860 - 21 de julio de 1938) fue un escritor estadounidense, padre de las «novelas del oeste».

## Primeros años

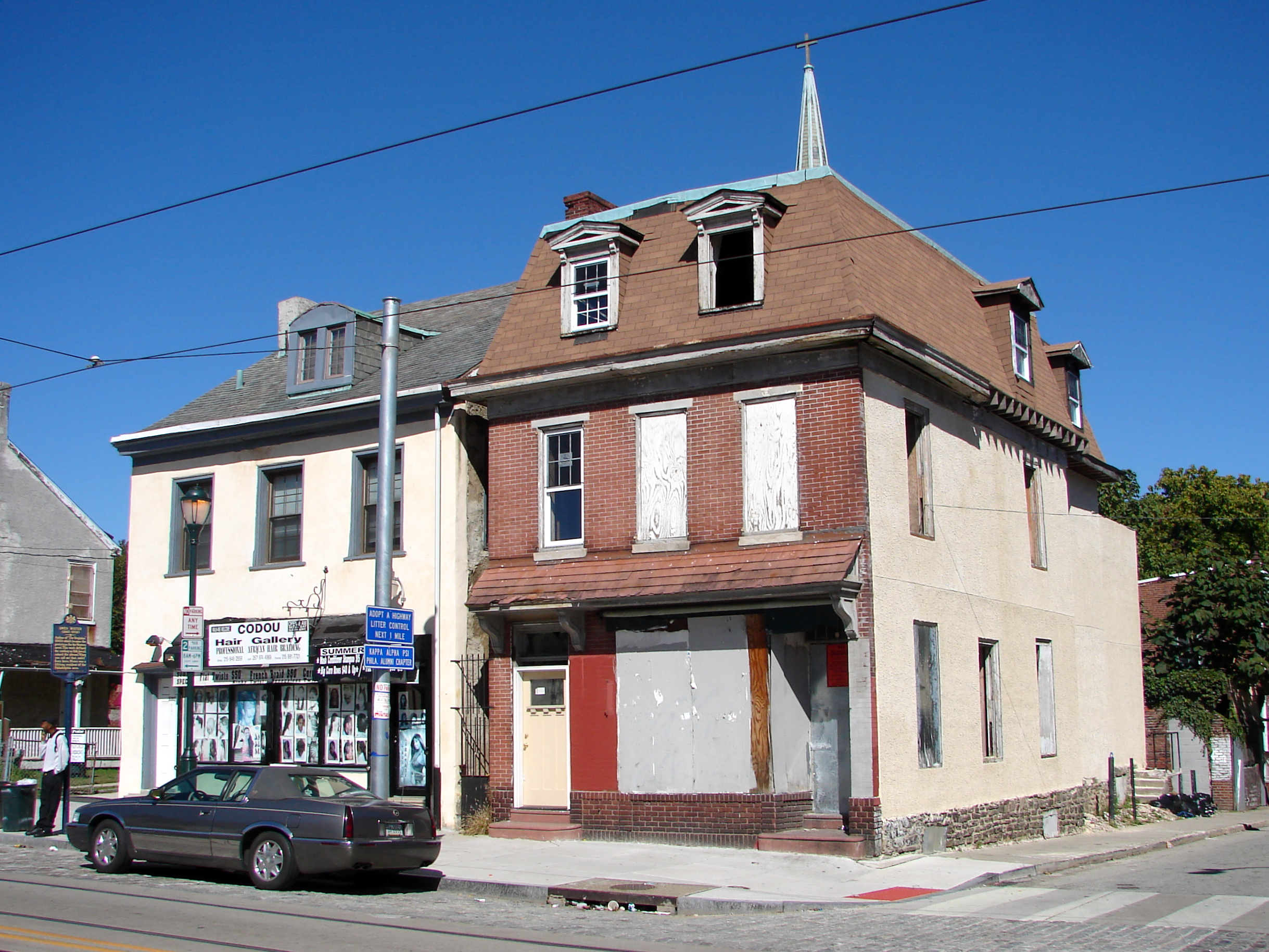
Casa donde nació Owen Wister en avenida Germantown 5203, en Filadelfia.

Owen Wister nació en Germantown, un barrio muy conocido en la zona noroeste de Filadelfia (Pensilvania).
Su padre, Owen Wister Jones, fue un médico rico, uno de una larga lista de Wisters que vivieron en la legendaria finca Belfield en Germantown.
Era primo lejano de la periodista nacionalista Sally Wister (1761-1804). Su madre, Sarah Butler Wister, era la hija de la actriz británica Fanny Kemble, y de Pierce Mease Butler.

## Carrera como escritor
Wister inició su obra literaria en 1891.
Había pasado varios veranos en el oeste de Estados Unidos, haciendo su primer viaje a Wyoming en 1885. Al igual que su amigo Teddy Roosevelt, Wister estaba fascinado con las violentas tradiciones de esa región. En una visita a Yellowstone en 1893, Wister conoció al artista Frederic Remington, con quien siguieron siendo amigos toda la vida. Cuando empezó a escribir, naturalmente se inclinó hacia el escenario de la frontera con el Oeste.
La obra más famosa de Wister sigue siendo la novela The Virginian, que escribió en 1902. En vez de presentar la versión mitificada de los vaqueros pobres, Wister elige ponerse del lado de los grandes terratenientes: su vaquero en realidad es un aristócrata. La suya se considera como la primera novela de vaqueros, y fue reimpresa catorce veces en ocho meses.
Está dedicada a Theodore Roosevelt.
Wister fue miembro de varias sociedades literarias y fue miembro de la Academia Estadounidense de las Artes y las Ciencias, y miembro de la Junta de Supervisores de la Universidad de Harvard.

## Vida personal
En 1898 se casó con su prima Mary Channing.
Tuvieron seis hijos. La esposa de Wister murió en el parto en 1913.
Su hija, la poetisa Mary Channing Wister, se casó con el artista Andrew Dasburg en 1936. La escuela Mary Channing Wister School, en Filadelfia, recibió ese nombre en su honor.

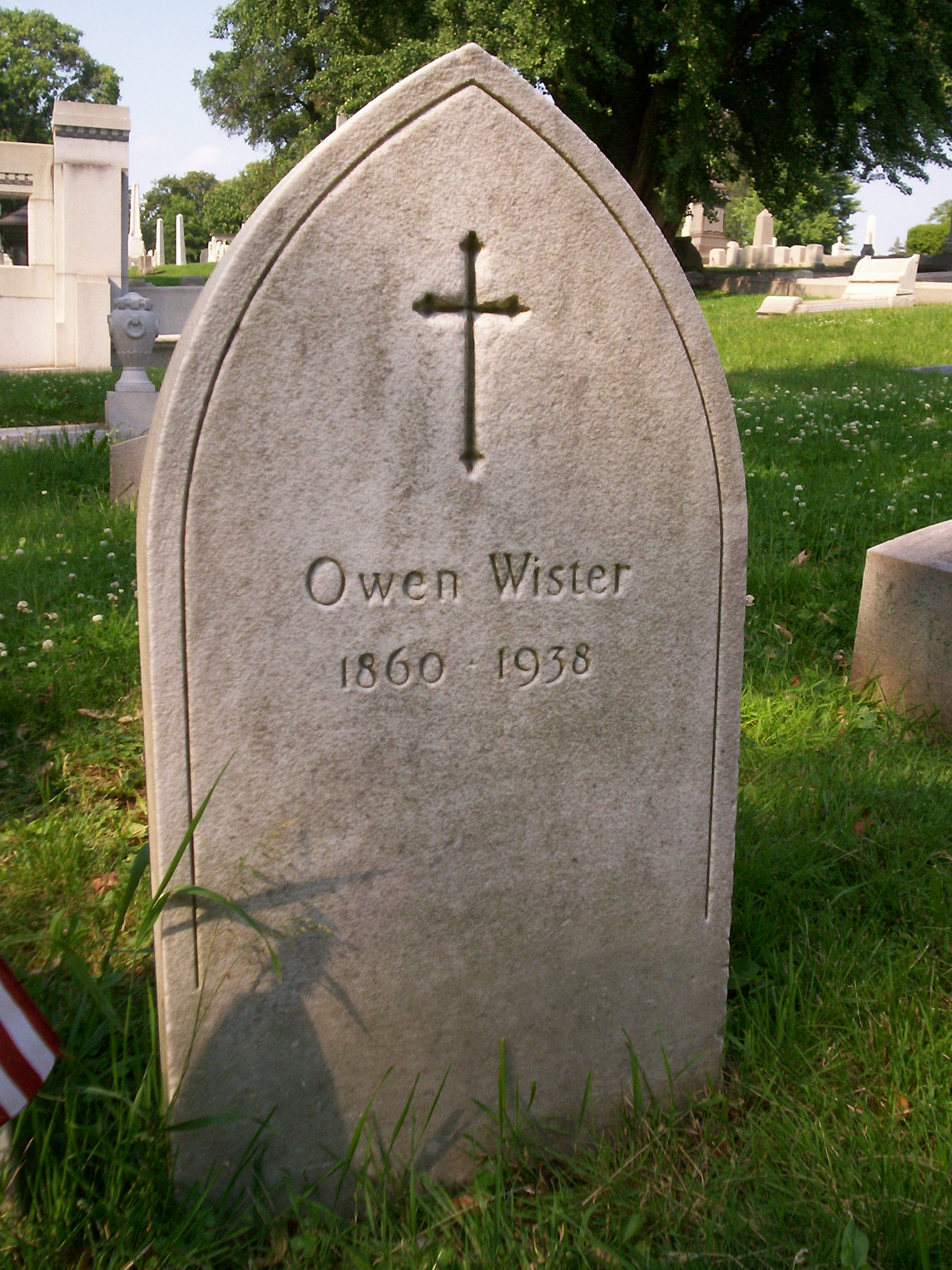
Tumba de Owen Wister, en el cementerio de Laurel Hill.

Wister murió en su casa en Saunderstown (Rhode Island). Fue enterrado en el cementerio de Laurel Hill, en Filadelfia.

## Legado
Desde 1978, la editorial University of Wyoming Student Publications (publicaciones estudiantiles de la Universidad de Wyoming) ha publicado la revista anual de literatura y las artes Owen Wister Review. Hasta 1996 la revista se publicaba dos veces al año. En la primavera de 1997 se convirtió en una publicación anual.
En el límite occidental del Parque nacional de Grand Teton (en el estado de Wyoming) hay una montaña de 3500 m s. n. m. llamada monte Wister.
Cerca de La Mesa (California) hay una calle llamada Wister Drive. Se encuentra cerca de la casa que hizo construir Wister, pero que nunca ocupó debido a la muerte de su esposa. En el mismo barrio se encuentran la calle Virginian lane (pasaje El Virginiano) y la Molly Wood avenue.

### Novelas
- 1892: The Dragon of Wantley: His Tale
- 1897: Lin McLean
- 1902: The Virginian: A Horseman of the Plains
- 1903: Philosophy 4: A Story of Harvard University
- 1904: A Journey in Search of Christmas
- 1906: Lady Baltimore
- 1911: Padre Ignacio: or, the Song of Temptation
- 1912-1915: Romney: And Other New Works about Philadelphia (escrito 1912-1915; publicado incompleto en 2001).

### No ficción
- 1901: Ulysses S. Grant (biografía).
- 1902: Oliver Wendell Holmes, en “American Men of Letters Series”
- 1903: The Bison, Musk-Ox, Sheep, and Goat Family, with G. B. Grinnell and Caspar Whitney en “American Sportsman's Library”
- 1904: Benjamin Franklin, en “English Men of Letters Series”
- 1907: The Seven Ages of Washington: A Biography
- 1915: The Pentecost of Calamity
- 1916: The Aftermath of Battle: With the Red Cross in France (preface to Edward D. Toland's autobiography).
- 1920: A Straight Deal: or the Ancient Grudge
- 1922: Neighbors Henceforth
- 1923: A Monograph of the Work of Mellor, Meigs, & Howe (contributor).
- 1930: Roosevelt: The Story of a Friendship, 1880-1919
- 1934: The Philadelphia Club, 1834-1934
- 1970: The Illustrations of Frederic Remington (comentario).

### Colecciones de cuentos
- 1895: Red Men and White (aka Salvation Gap and Other Western Classics).
- 1900: The Jimmyjohn Boss and Other Stories
- 1911: Members of the Family (Illus. H. T. Dunn).
- 1927: Safe in the Arms of Croesus
- 1928: When West Was West
- 1972: The West of Owen Wister: Selected Short Stories

### Cuentos cortos
- 1882: The New Swiss Family Robinson: A Tale for Children of All Ages
- 1892: Hank's Woman (en The Jimmyjohn Boss).
- 1892: How Lin McLean Went East (incorporado en Lin McLean).
- 1893: Em'ly (incorporado en The Virginian).
- 1893: The Winning of the Biscuit-Shooter (incorporado en Lin McLean).
- 1894: Balaam and Pedro (incorporado en The Virginian).
- 1894: The Promised Land (en The Jimmyjohn Boss).
- 1894: A Kinsman of Red Cloud (en The Jimmyjohn Boss).
- 1894: Little Big Horn Medicine (en Red Men and White).
- 1894: Specimen Jones (en Red Men and White).
- 1894: The Serenade at Siskiyou (en Red Men and White).
- 1894: The General's Bluff (en Red Men and White).
- 1894: Salvation Gap (en Red Men and White).
- 1895: Lin McLean's Honey-Moon (incorporado en Lin McLean).
- 1895: The Second Missouri Compromise (en Red Men and White).
- 1895: La Tinaja Bonita (en Red Men and White).
- 1895: A Pilgrim on the Gila (en Red Men and White).
- 1896: Where Fancy Was Bred (incorporado en The Virginian).
- 1897: Separ's Vigilante (incorporado en Lin McLean).
- 1897: Grandmother Stark (incorporado en The Virginian).
- 1897: Sharon's Choice (en The Jimmyjohn Boss).
- 1897: Destiny at Drybone (incorporado en Lin McLean).
- 1900: Twenty Minutes for Refreshments (en The Jimmyjohn Boss).
- 1900: Padre Ignazio (en The Jimmyjohn Boss).
- 1900: The Game and the Nation (incorporado en The Virginian).
- 1901: Mother (en Safe in the Arms of Croesus).
- 1901: Superstition Trail (incorporado en The Virginian).
- 1902: In a State of Sin (incorporado en The Virginian).
- 1902: The Vicious Circle (en The Saturday Evening Post, 13 de diciembre de 1902).
- 1902: With Malice Aforethought (incorporado en The Virginian).
- 1904: Stanwick's Business (en Safe in the Arms of Croesus).
- The Jimmyjohn Boss (en The Jimmyjohn Boss).
- Napoleon Shave-Tail (en The Jimmyjohn Boss).
- Happy Teeth (en Members of the Family).
- Spit-Cat Creek (en Members of the Family).
- In the Back (en Members of the Family).
- 1907: How Doth the Simple Spelling Bee (Illus. Frederic Rodrigo Gruger) (en Safe in the Arms of Croesus).
- 1908: Timberline (en Members of the Family).
- 1908: The Gift Horse (en Members of the Family).
- 1909: Extra Dry (en Members of the Family).
- 1911: Where It Was (en Members of the Family).
- 1911: The Drake Who Had Means of His Own (en Members of the Family).
- Safe in the Arms of Croesus (en Safe in the Arms of Croesus).
- With the Coin of Her Life (en Safe in the Arms of Croesus).
- The Honeymoonshiners (en Safe in the Arms of Croesus).
- Bad Medicine (en When West Was West).
- Captain Quid (en When West Was West).
- Once Round the Clock (en When West Was West).
- 1928: The Right Honorable, The Strawberries (en When West Was West).
- 1928: Little Old Scaffold (en When West Was West).
- 1928: Absalom of Moulting Pelican (en When West Was West).
- Lone Fountain (en When West Was West).
- Skip to My Loo (en When West Was West).
- 1928: At the Sign of the Last Chance (en When West Was West).

### Ensayos
- 1895: Where Charity Begins
- 1895: The Evolution of the Cow-Puncher
- 1901: Concerning “Bad Men” The True “Bad Man” of the Frontier, and the Reasons for His Existence
- 1901: Theodore Roosevelt, Harvard '80
- 1902: The Open Air Education
- 1905: After Four Years
- 1906: High Speed English and American Railroad Flyers
- 1907: The Keystone Crime: Pennsylvania's Graft-Cankered Capitol
- 1919: According to a Passenger
- 1921: How One Bomb Was Made
- 1930: Roosevelt and the 1912 Disaster: A Friend Remembers - and Interprets
- 1930: Roosevelt and the War: A Chapter of Memories
- 1934: John Jay Chapman (ensayo).
- 1935: In Homage to Mark Twain
- 1936: Old Yellowstone Days

### Poesía
- 1890: "The Pale Cast of Thought"
- 1890: "From Beyond the Sea"
- 1897: "Autumn on Wind River"
- 1902: "In Memoriam"
- 1902: Done In The Open (ilustrado por Frederic Remington).
- 1910: "Serenade"
- 1921: Indispensable Information for Infants: Or Easy Entrance to Education

### Óperas
- 1892: Dido and Aeneas
- Kenilworth (inédita).
- Listen to Binks (inédita).
- Montezuma (inédita).
- Villon (inédita).
- 1923: Watch Your Thirst: A Dry Opera in Three Acts

### Obras de teatro
- The Dragon of Wantley (inédita).
- The Honeymoonshiners (publicada en la colección de cuentos Safe in the Arms of Croesus).
- Lin McLean (inédita).
- Slaves of the Ring (inédita).
- That Brings Luck (inédita).
- The Virginian (inédita).

## Películas y series inspiradas en «The Virginian»
- 1914: The Virginian (película de 1914) dirigida por Cecil B. DeMille, con Dustin Farnum
- 1923: The Virginian (película de 1923) con Kenneth Harlan y Florence Vidor
- 1929: The Virginian (película de 1929) con Gary Cooper y Walter Huston
- 1946: The Virginian (película de 1946) con Joel McCrea y Brian Donlevy
- 2000: The Virginian (película de 2000) con Bill Pullman, Diane Lane, John Savage, Colm Feore y Dennis Weaver.
- 1962-1971: The Virginian con James Drury y Doug McClure